# Filippov Gábor
Filippov Gábor (Budapest, 1984. –) az Egyensúly Intézet kutatási igazgatója, magyar politológus, elemző.

## Életpályája
Az ELTE Társadalomtudományi Karának politológia szakán és az ELTE Bölcsészettudományi Kar történelem szakán szerzett diplomát. Kutatási témája a politikai eszmetörténet, a szélsőjobboldali mozgalom- és eszmetörténet, valamint a magyarországi vészkorszak és a rendszerváltás története.
2007 novembere és 2009 márciusa között az Országgyűlésben dolgozott szakértőként, később több előadást és kurzust tartott az ELTE BTK-n és az ELTE ÁJK Bibó István Szakkollégiumában. Előadóként több ízben részt vett a Tranzit fesztiválon, az Ökopolisz Alapítvány nyári akadémiáján és a Media Hungary, illetve az Evolution különböző rendezvényein.
2008 márciusa és 2015 januárja között a Progresszív Intézet (2011 óta Magyar Progresszív Intézet) elemzője, majd vezető elemzője volt. Ebben az időszakban visszatérő szereplője volt a közmédia, az ATV, az Echo TV, a Hír TV, a TV2 és más kereskedelmi csatornák elemző műsorainak, rendszeresen jelentek meg publicisztikái, elemzései, tanulmányai a Politikatudományi Szemlében, a Magyar Nemzetben, a Népszabadságban, a Népszavában, a HVG-ben, a Figyelőben, az Élet és Irodalomban, a 24.hun, a 444-en és más elektronikus és print lapokban.
2015 óta a Közép-európai Egyetem Politikatudományi Tanszékének doktori hallgatója. Kutatási területe az európai szélsőjobboldal.
2019 óta az Egyensúly Intézet kutatási igazgatója.

## Művei
- Párhuzamos univerzumok – Képzelet és tudomány (szerk.), Athenaeum Kiadó, 2019 ISBN 9789632938653
- Egy galaxissal odébb –  Fantáziavilágok valóságai (szerk.), Athenaeum Kiadó, 2020 ISBN 9789632938660
- Magyarország 2030 – Jövőkép a magyaroknak (szerk.), Osiris Kiadó, 2020 ISBN 9789632764160